# 태풍 다이너 (1987년)
태풍 다이너(Dinah)는 1987년에 발생한 태풍 제12호이다. 이 태풍은 대한민국에 피해를 내고 나라에서는 34명이 사망하고 39명이 실종되었다.

## 개요

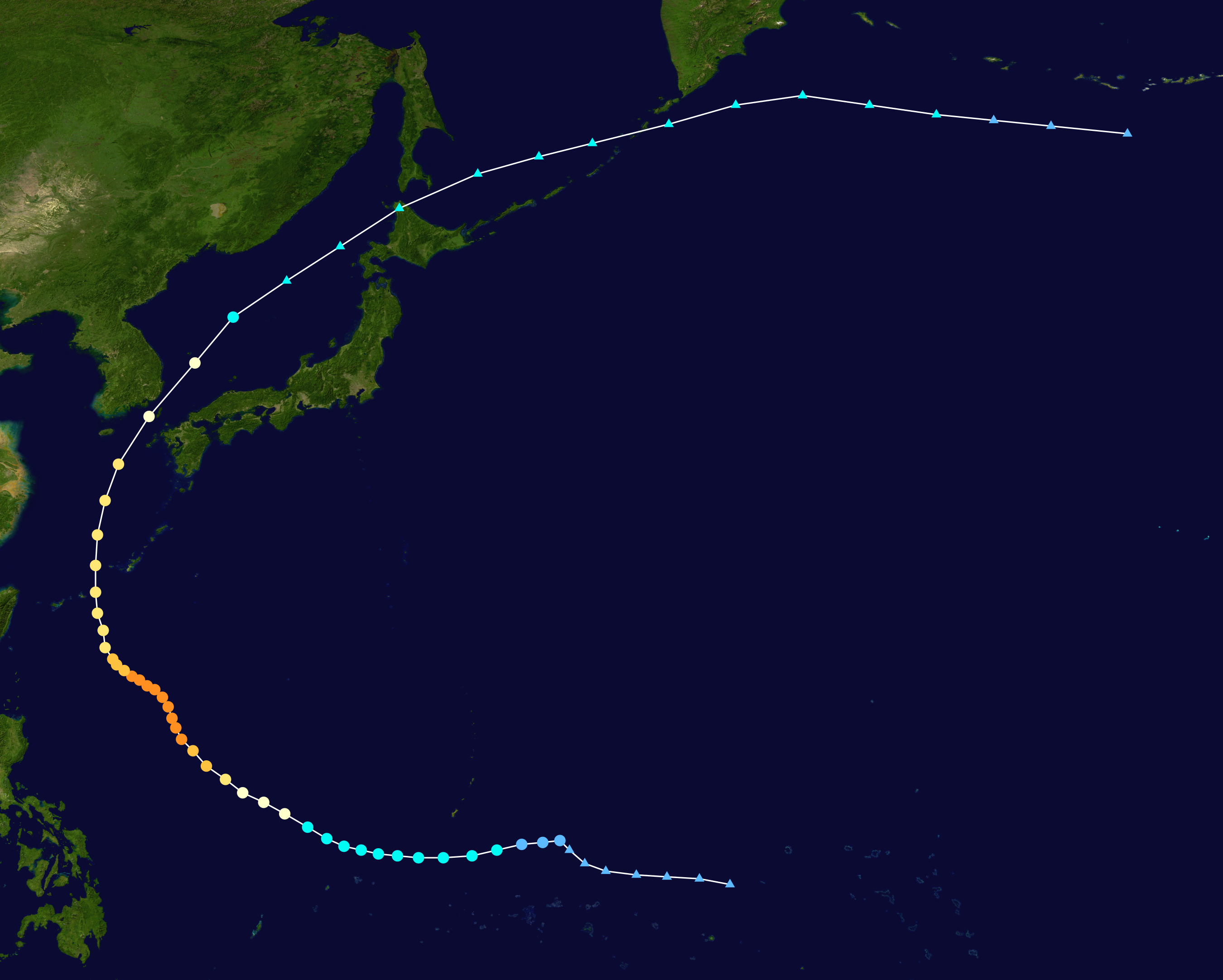
태풍의 진로

태풍 다이너는 태풍 진행방향의 왼쪽 (가항반원)에 있는 지역이라 해도 안심할 수 없다는 것을 알려준 태풍이다.
게다가 엄청난 세력을 가지고 북상한 태풍으로 대한해협을 통과할 때도 눈 구조가 있는, 좀처럼 보기 힘든 태풍이라 할 수 있다.
부산직할시(현 부산광역시), 경상남도 울산시(현 울산광역시), 경상북도 포항시 등 동해안, 남해안 지역에 엄청난 강풍을 불러일으켰다. 이때 부산과 울산에 기록된 순간최대풍속은 종전 최강의 태풍이라는 1959년 태풍 사라를 넘어선 역대 1위 (부산: 154.8km/h (43.0m/s), 울산: 132.1km/h (36.7m/s))로, 2003년에 상륙한 태풍 매미도 경신하지 못했으며, 현재 2021년까지도 이 기록은 깨지지 않고 있다.
| 순위 | 태풍 번호 | 태풍 이름     | 최저 해면 기압 | 관측 연월일 | 관측 장소 |
| ---- | --------- | ------------- | -------------- | ----------- | --------- |
| 1위  | 5914      | 사라          | 951.5 hPa      | 1959/9/17   | 부산      |
| 2위  | 0314      | 매미          | 954.0 hPa      | 2003/9/12   | 통영      |
| 3위  | 2211      | 힌남노        | 955. hPa       | 2022/9/6    | 부산      |
| 4위  | 2009      | 마이삭        | 957.0 hPa      | 2020/9/03   | 거제      |
| 5위  | 2010      | 하이선        | 957.6 hPa      | 2020/9/07   | 부산      |
| 6위  | 3693      | (태풍 3693호) | 959.4 hPa      | 1936/8/27   | 제주      |
| 7위  | 0014      | 사오마이      | 959.6 hPa      | 2000/9/16   | 통영      |
| 8위  | 8705      | 셀마          | 961.5 hPa      | 1987/7/15   | 서귀포    |
| 9위  | 8712      | 다이너        | 961.7 hPa      | 1987/8/31   | 부산      |
| 10위 | 1215      | 볼라벤        | 961.9 hPa      | 2012/8/28   | 흑산도    |

## 같이 보기
- 태풍 힌남노